# Pont des Arts
Pont des Arts sau Passerelle des Arts este un pod pietonal din Paris care traversează râul Sena. Face legătura între Institut de France și piața centrală (cour carrée) a Palais du Louvre, (care fusese numită „Palais des Arts” sub Primul Imperiu Francez).

## Legături externe
- Materiale media legate de Pont des Arts la Wikimedia Commons
- Pont des Arts from the City Hall of Paris site (Archive)
- Insecula Arhivat în 5 iunie 2011, la Wayback Machine.
- Pont des Arts on Structurae